# The Oprah Winfrey Show
Oprah Winfrey Show, thường được gọi đơn giản là Oprah, là một chương trình talk show hợp tác của Mỹ được phát sóng trên toàn nước Mỹ trong 25 mùa từ ngày 8 tháng 9 năm 1986 đến ngày 25 tháng 5 năm 2011 tại Chicago, Illinois. Được Oprah Winfrey sản xuất và tổ chức, nó là chương trình trò chuyện ban ngày được đánh giá cao nhất trong lịch sử truyền hình Mỹ.
Chương trình có ảnh hưởng lớn, và nhiều chủ đề của nó đã thâm nhập vào ý thức văn hóa đại chúng của Mỹ. Winfrey đã sử dụng chương trình như một nền tảng giáo dục, bao gồm các câu lạc bộ sách, các cuộc phỏng vấn, các phân đoạn tự phát triển bản thân và các hoạt động từ thiện hòa vào trong các sự kiện thế giới. Chương trình đã không cố gắng thu lợi từ các sản phẩm mà nó quảng bá; chương trình không có thỏa thuận cấp phép với các nhà bán lẻ khi các sản phẩm được quảng bá, chương trình cũng không kiếm được tiền từ việc quảng bá sách cho câu lạc bộ sách của mình.
Oprah bắt nguồn từ AM Chicago, một chương trình trò chuyện buổi sáng kéo dài nửa giờ phát sóng trên WLS-TV, một đài do ABC sở hữu và điều hành ở Chicago. Winfrey tiếp quản với tư cách là người dẫn chương trình vào ngày 2 tháng 1 năm 1984 và trong vòng một tháng đã đưa nó từ vị trí cuối cùng lên vị trí đầu tiên trong xếp hạng địa phương ở Chicago. Sau thành công của Winfrey với các đề cử giải Oscar và đề cử Quả cầu vàng cho vai diễn Sofia trong bộ phim The Color Purple, vào ngày 8 tháng 9 năm 1986, chương trình trò chuyện này đã được tái khởi động dưới tiêu đề hiện tại và được phát trên toàn quốc. Trong buổi ra mắt, các nhà sản xuất của chương trình đã cố gắng đưa Don Johnson của Miami Vice làm khách đầu tiên, thậm chí cố gắng mua chuộc anh ta bằng Dom Pérignon và một cặp kính râm. Tất cả các nỗ lực để phỏng vấn Johnson đã thất bại và Winfrey quyết định "làm những gì chúng ta làm tốt nhất, và đó là một chương trình nói về và với những con người bình dân hàng ngày". Chủ đề của buổi ra mắt là "Làm thế nào để cưới người đàn ông hay người phụ nữ bạn chọn".
Oprah là một trong những chương trình trò chuyện truyền hình ban ngày dài nhất trong lịch sử. Chương trình đã nhận được 47 giải Daytime Emmy trước khi Winfrey chọn dừng đưa chương trình vào danh sách đề cử của giải vào năm 2000. Năm 2002, TV Guide xếp nó ở vị trí thứ 49 trên 50 chương trình truyền hình hay nhất mọi thời đại. Năm 2013, họ xếp hạng nó là chương trình truyền hình lớn thứ 19 mọi thời đại.
Vào tháng 11 năm 2009, Winfrey tuyên bố rằng chương trình sẽ kết thúc vào năm 2011 sau mùa thứ 25 và là mùa cuối cùng của nó. Chương trình kết thúc phát sóng vào ngày 25 tháng 5 năm 2011.

## Phỏng vấn
Winfrey đã phỏng vấn rất nhiều nhân vật của công chúng và những người hàng ngày trong suốt lịch sử 25 năm của chương trình này. Khi những người nổi tiếng và các nhà báo đã sẵn sàng chia sẻ những bí mật thầm kín nhất của họ, điểm dừng đầu tiên của họ là chiếc ghế dài của Winfrey và khi một câu chuyện nghiêm túc diễn ra, chương trình Oprah tập trung vào việc đưa người đó lên trang nhất các tờ báo.

### Người nổi tiếng
Winfrey tuyên bố kinh nghiệm phỏng vấn tồi tệ nhất của cô là với Elizabeth Taylor trong mùa thứ hai của chương trình. Ngay trước cuộc phỏng vấn, Taylor đã yêu cầu Winfrey không hỏi bất kỳ câu hỏi nào về các mối quan hệ của cô. Winfrey nhận thấy đây là một thử thách khi biết Taylor đã kết hôn bảy lần. Taylor trở lại chương trình vào năm 1992, xin lỗi Winfrey và nói với cô ấy rằng Taylor đang bị đau lưng và đau hông vào thời điểm đó.
Vào ngày 10 tháng 2 năm 1993, Winfrey phỏng vấn trong một chương trình phát sóng đặc biệt vào thời gian đầu với Michael Jackson, người đã trình diễn chín ngày trước đó trong chương trình giải lao Super Bowl XXVII, cho những gì sẽ trở thành cuộc phỏng vấn được xem nhiều nhất trong lịch sử truyền hình. Jackson, một nghệ sĩ giải trí cực kỳ kín đáo, đã không trả lời phỏng vấn trong14 năm. Sự kiện này được truyền hình trực tiếp từ điền trang Neverland của Jackson và được 90 triệu người trên toàn thế giới theo dõi, kết quả đã đưa album phòng thu Dangerous của anh lên top 10 của bảng xếp hạng. Jackson thảo luận về việc bỏ lỡ một tuổi thơ bình thường và mối quan hệ căng thẳng của anh với cha mình, Joe Jackson. Trong cuộc phỏng vấn, Jackson đã cố gắng xua tan nhiều tin đồn xung quanh anh, và nói với Winfrey rằng anh mắc chứng rối loạn sắc tố da được gọi là bạch biến khi được hỏi về sự thay đổi màu da của mình. Trong khi thừa nhận đã sửa mũi, anh đã phủ nhận tất cả các tin đồn phẫu thuật thẩm mỹ khác. Sau đó trong cuộc phỏng vấn, Jackson có Elizabeth Taylor cùng tham gia, và đây là lần xuất hiện thứ ba của bà trong chương trình này.
Cuộc phỏng vấn của Winfrey với Tom Cruise, được phát sóng vào ngày 23 tháng 5 năm 2005, cũng đã trở nên nổi tiếng. Cruise "nhảy quanh trường quay, nhảy lên một chiếc ghế dài, quỳ xuống một cách điên cuồng và liên tục thú nhận tình yêu của mình với bạn gái Katie Holmes."  Cảnh này nhanh chóng trở thành một phần của văn hóa đại chúng Mỹ và bị nhại lại nhiều trên phương tiện truyền thông.
Celine Dion đã xuất hiện trong chương trình 28 lần, nhiều nhất trong số những người nổi tiếng, bên cạnh Gayle King, bạn thân nhất của Winfrey, người đã xuất hiện 141 lần trong chương trình.
Winfrey cũng đã phỏng vấn "Guardian Angels" của Chicago và Raymond Lear vào năm 1988.

### Các vị khách đáng chú ý
Winfrey đã phỏng vấn Kathy Bray ba tuần sau khi cậu con trai 10 tuổi của cô, Scott, vô tình bị giết do một người bạn vô tình tìm thấy khẩu súng của cha Kathy để trong nhà. Người xem sau đó nhận xét rằng cuộc phỏng vấn đã thay đổi cảm xúc của họ về việc có nên có súng trong nhà.
Trong mùa lên sóng 1989-90, Truddi Chase, người được chẩn đoán mắc chứng rối loạn đa nhân cách, có 92 tính cách khác nhau, xuất hiện trong chương trình. Chase đã bị lạm dụng tình dục và bạo lực bắt đầu từ năm lên hai tuổi và nói rằng nhân cách cũ của cô đã không còn tồn tại sau đó. Sau khi giới thiệu Chase, người đã ở đó để quảng bá cho cuốn sách When Rabbit Howls, Winfrey bất ngờ òa khóc khi đọc teleprompter, vì nhớ lại sự quấy rối tình dục trong thời thơ ấu của chính mình. Do không thể kiểm soát bản thân, Winfrey liên tục yêu cầu đoàn làm phim ngừng quay phim cô.
Erin Kramp, một bà mẹ sau này chết vì ung thư vú, xuất hiện trong chương trình năm 1998. Sau khi nhận ra rằng cô con gái sáu tuổi Peyton sẽ phải lớn lên mà không có cô bên cạnh, Kramp bắt đầu ghi lại những đoạn băng video chứa đầy lời khuyên của người mẹ về mọi thứ, từ mẹo trang điểm đến bí quyết tìm chồng. Cô cũng viết thư và mua quà cho Peyton để mở mỗi dịp Giáng sinh và sinh nhật. Kramp đã thua trong trận chiến với căn bệnh ung thư vào ngày 31 tháng 10 năm 1998. Cô đã ghi lại hơn một trăm đoạn video và audio âm thanh cho con gái mình.
Con gái của Jo Ann Compton, Laurie Ann, bị đâm chết năm 1988, và một thập kỷ sau đó, người mẹ vẫn còn đau đớn. "Tôi hy vọng họ đang ở trong địa ngục giống như tôi đang ở." cô nói về những kẻ giết con gái mình trong một chương trình năm 1998. Oprah đưa bác sĩ Phil đến để giúp Jo Ann. Anh hỏi cô có nghĩ con gái mình muốn mẹ đau đớn đến thế không và Compton nói không. Phil nói "Có lẽ cô quá tập trung vào sự phản bội, hơn là kỷ niệm sự kiện của cuộc đời con gái mình. Cháu nó đã sống trong 18 năm vui vẻ sôi động và cô thì lại tập trung vào ngày con gái mình chết đi." Sau một lúc, Compton thốt lên câu đột phá của mình: "Tôi chưa bao giờ nghĩ về nó theo cách đó." Sau đó, cô khóc nức nở trong khi tiết lộ rằng cô đã lên kế hoạch tự tử ngay sau chương trình. Khi Compton trở lại chương trình vào năm 2011, cô đã có quan điểm mới về cô con gái mà cô đã mất đi: "Con tôi vẫn tiếp tục sống mỗi khi tôi làm được điều gì đó tích cực". Cindy, con gái còn sống của Compton, nói: "Mẹ tôi đi từ chỉ tồn tại đến sống thực sự. Đó là một sự chuyển đổi đáng kinh ngạc. " 
Vào năm 2001, Winfrey đã gặp Mattie Stepanek, 11 tuổi, người được sinh ra với bệnh cơ tim ty thể không tự chủ và viết các bài thơ truyền cảm hứng mà cậu đặt tên là "Heartsongs". Trong chương trình của Oprah, Stepanek tuyên bố: "Một bài hát trái tim không cần phải là một bài hát trong trái tim bạn. Không cần phải nói về tình yêu và hòa bình. Nó là thông điệp của bạn, những gì bạn cảm thấy cần phải làm. "  Vào tháng 10 năm 2008, Winfrey đã phát biểu tại lễ khai trương của công viên Mattie JT Stepanek ở Maryland.